# 佐藤春夫記念館
佐藤春夫記念館（さとうはるおきねんかん）は、和歌山県新宮市にある同市立の文学館。
1989年（平成元年）11月に熊野速玉大社境内に開館したが、施設が手狭になり老朽化していたため、2024年（令和6年）4月から休館している。国登録有形文文化財の旧チャップマン邸の隣接地への移転が決定しており、新館のオープンは2026年度（令和8年度）となる予定である。

## 概要
作家・佐藤春夫の東京都文京区にあった旧宅を、故郷である新宮市の熊野速玉大社境内の一角に移築復元し、1989年（平成元年）11月から記念館として公開した。
しかし、開館から約35年が経過し、老朽化により雨漏りなどが発生していたほか、寄贈品により収蔵庫も手狭になっていた。そのため国登録有形文化財の旧チャップマン邸の隣接地を移転先として購入し、旧館での営業を佐藤の誕生日に合わせて2024年（令和6年）4月9日までとし、翌4月10日から休館となった。新館のオープンは2026年度（令和8年度）となる予定である。

## 主な展示品
- 佐藤春夫肉声の詩朗読
「ためいき」、「秋刀魚の歌」、「少年の日」、「望郷五月歌」
- 小説、随筆、翻訳の初版本
- 佐藤春夫の絵画作品、および愛用の絵具箱、絵筆
- 谷崎潤一郎と連名の（離婚、結婚）挨拶状
- 八角塔の書斎
- 門弟代表のメッセージ（1965年）
井上靖、井伏鱒二、奥野信太郎、庄野英二、柴田錬三郎、檀一雄、中谷孝雄、安岡章太郎、吉行淳之介の直筆寄書

## 建築概要
東京から移築された旧宅は木造2階建ての洋館で、延べ床面積は232平方メートルだった。
移築した建物本体だけでなく、アーチ型の門や塀、石畳のアプローチ、庭、庭に植えられていたマロニエに至るまで、1927年築の東京都文京区関口町にあった瀟洒な旧宅全体を忠実に復元した。設計者は文化学院創設者西村伊作の弟、大石七分である。
- 設計 - 大石七分
- 竣工 - 1927年（昭和2年）
- 移築 - 1989年（平成元年）
- 構造 - 木造 2階建

2024年からの記念館の移転とリニューアルで延べ床面積は約300平方メートルと大きくなるが、使える部材を活用するなど従来の外観や内観をできるだけ維持して移転させることとなった。

## 周辺情報
- 浮島の森
- 西村記念館

## 交通アクセス
- JR 紀勢線 新宮駅 徒歩15分